# 7262 Sofue
7262 Sofue (1995 BX1) là một tiểu hành tinh vành đai chính được phát hiện ngày 27 tháng 1 năm 1995 bởi T. Kobayashi ở Oizumi.